# Laussonne
 Laussonne  es una población y comuna francesa, situada en la región de Auvernia-Ródano-Alpes, departamento de Alto Loira, en el distrito de Le Puy-en-Velay y cantón de Le Monastier-sur-Gazeille.

## Demografía
| 1167 | 1124 | 1052 | 1040 | 1063 | 991 |
| Para los censos de 1962 a 1999 la población legal corresponde a la población sin duplicidades (Fuente: INSEE [Consultar]) |      |      |      |      |     |